# Dudley Ryder (2. hrabia Harrowby)
Dudley Ryder, 2. hrabia Harrowby KG (ur. 19 maja 1798 w Londynie, zm. 19 listopada 1882 w Sandon), brytyjski arysokrata i polityk, członek stronnictwa wigów i Partii Konserwatywnej, minister w pierwszym rządzie lorda Palmerstona.
Był synem Dudleya Rydera, 1. hrabiego Harrowby, i lady Susan Leveson-Gower, córki 1. markiza Stafford. Od 1809 r. nosił tytuł "wicehrabiego Sandon". W 1819 r. został wybrany do Izby Gmin jako reprezentant okręgu Tiverton. Od 1831 r. reprezentował okręg wyborczy Liverpool. Po śmierci ojca w 1847 r. odziedziczył tytuł 2. hrabiego Harrowby i zasiadł w Izbi Lordów.
W 1827 r. został Lordem Admiralicji. W latach 1830–1831 był sekretarzem przy Radzie Kontroli. Następnie przeszedł do Partii Konserwatywnej. Następne stanowisko rządowe otrzymał dopiero w 1855 r., kiedy to został Kanclerzem Księstwa Lancaster. W latach 1855–1858 był Lordem Tajnej Pieczęci. W 1859 r. został kawalerem Orderu Podwiązki. Trzykrotnie był prezesem Królewskiego Towarzystwa Statystycznego (1840–1842, 1849–1851 i 1855–1857).
Jego żoną była lady Frances Stuart, córka 1. markiza Bute. Dudley miał z nią dwóch synów, Dudleya i Henry'ego. Obaj z nich odziedziczyli później tytuł hrabiego Harrowby.